# Andrew Divoff
Andrew Daniel „Andy” Divoff (ur. 2 lipca 1955 w San Tome, Wenezuela) – wenezuelski aktor filmowy i telewizyjny.

## Życiorys
Urodził się w Wenezueli. Jego matka była Irlandką, a ojciec był Rosjaninem. Jego rodzice pracowali jako opiekunowie dzikich zwierzęt w Exxon i spotkali się, ponieważ dziadek ze strony matki Divoffa był przełożonym ojca. 
Wychowywał się w Caracas w Wenezueli. W dzieciństwie był introwertykiem i outsiderem, doświadczył fizycznych sprzeczek i zastraszania ze strony innych dzieci. Pierwszym językiem Divoffa był hiszpański, ale wkrótce nauczył się siedem innych języków – angielskiego, włoskiego, francuskiego, niemieckiego, katalońskiego, portugalskiego i rosyjskiego. Mówił też po rumuńsku, ale zapomniał o tym z powodu niskiego użycia. W latach 1973–77 przebywał w Vilassar de Mar. Ukończył studia na Uniwersytecie Barcelońskim.
Po przyjeździe do Kalifornii pracował jako dyspozytor dla firmy zajmującej się limuzyną, by w końcu w 1983 stać się kierowcą limuzyny. Wieczorem brał lekcje aktorstwa; jego nauczycielami byli Milton Katselas, reżyser komedii romantycznej Motyle są wolne. Po występie w dramacie Strangers Kiss (1983) z Peterem Coyote i Victorią Tennant, jego pierwszą rolą telewizyjną była postać rosyjskiego strażnika w serialu Meandry wiedzy (1986). 
Podczas swojej kariery wystąpił ponad różnych serialach telewizyjnych i filmach, najczęściej obsadzony w negatywnych rolach łotrów z Ameryki Łacińskiej, głównie jako lider dealerów narkotykowych, w tym w serialu Strażnik Teksasu, Następne 48 godzin (1990), Polowanie na Czerwony Październik (1990) lub Magic Man (2009).

## Filmografia

### filmy fabularne
- 1986: Neonowi maniacy (Neon Maniacs) jako doktor
- 1988: Mac i ja (Mac and Me) jako policjant
- 1990: Polowanie na Czerwony Październik jako oficer
- 1990: Następne 48 godzin jako Cherry Ganz
- 1990: Cmentarna szychta (Graveyard Shift) jako Danson
- 1990: Amerykańskie Lato (An American Summer) jako Dode
- 1991:  Szkoła Wyrzutków (Toy Soldiers) jako Luis Cali
- 1992:  Powrót do ZSRR (Back in the U.S.S.R.) jako Dimitro
- 1992:  Pojedynek w powietrzu (Interceptor) jako kapitan Christopher Winfield
- 1993:  Running Cool jako Bone
- 1993:  Pogranicze prawa (Extreme Justice) jako Angel
- 1994:  Szalony Detektyw (A Low Down Dirty Shame) jako Mendoza
- 1994: Niebezpieczny Dotyk (Dangerous Touch) jako Johnnie
- 1994: Miasteczko Oblivion (Oblivion) jako Red Eye / Einstein
- 1994: Hongkong 97 (Hong Kong 97) jako Malcolm Goodchild
- 1995: Xtro 3 jako kapitan Fetterman
- 1995: The Random Factor jako Jake Anders
- 1995: Piraci z magicznej wyspy (Magic Island) jako Czarnobrody
- 1995: Przybysz (The Stranger) jako Angel
- 1996: Oblivion 2: Backlash jako Jaggar / Einstein
- 1996: Kwestia Wartości (For Which He Stands) jako Paulo
- 1996: Adrenalina (Adrenalin: Fear the Rush) jako Sterns
- 1996: Nemesis 4: Death Angel jako Bernardo
- 1997: Air Force One jako Boris Bazylev
- 1997: Władca życzeń (Wishmaster) jako Dżin / Nathaniel Demerest
- 1997: Wybuch (Blast) jako Omodo
- 1997: Touch Me jako dr Vachenko
- 1998: Krzyżowy Ogień (Crossfire) jako Dekova
- 1998: w pułapce (Captured) jako Robert Breed
- 1999: Niewidzialny myśliwiec jako Roberto Menendez
- 1999: Władca życzeń II (Wishmaster 2: Evil Never Dies) jako Dżin / Nathaniel Demerest
- 2000: Pod kluczem (Lockdown) jako Perez (niewymieniony w czołówce)
- 2000: Twarde Prawo (Down 'n Dirty) jako Jimmy
- 2000: Faust (Faust: Love of the Damned) jako M
- 2001: The Rage Within jako Shane
- 2001: Knight Club jako Grigori Krukov
- 2001: Blue Hill Avenue jako Detektyw Tyler
- 2003: Siła Uderzenia (The Librarians) jako Marcos
- 2004: Moskiewska gorączka jako Edward Weston
- 2004: Znamię wojownika (Forbidden Warrior) jako Ujis-Aka
- 2005: Dr. Rage jako dr Timothy Straun
- 2005: Szemrane Typy (Sharkskin 6) jako Eddie
- 2006: Jak zostać gwiazdą jako chiński tłumacz
- 2007: Masakra w Chicago (Chicago Massacre: Richard Speck) jako Jack Whitaker
- 2007: The Rage jako Dr. Viktor Vasilienko
- 2007: Nocni łowcy jako Cronin
- 2008: Indiana Jones i Królestwo Kryształowej Czaszki jako rosyjski żołnierz
- 2008: The Boston Strangler: Untold Story jako Detektyw John Marsden
- 2009: Magic Man jako Rudolph Treadwell
- 2009: Ballistica jako Dragomir
- 2010: Shadows in Paradise jako porucznik Stronach
- 2010: The Dead Matter jako Vellich
- 2011: Slip & Fall jako Dean Dickman
- 2012: Night of the Living Dead 3D: Re-Animation jako Gerald Tovar Jr
- 2013: Imigrantka jako Tolik
- 2014: Bad Ass 2: Twardziele (Bad Asses) jako Leandro Herrera
- 2017: Pretty Fine Things jako Dr. Murray
- 2017: Historia nienawiści (Hatred) jako Samuel Sears
- 2017: Demony (Demons) jako Jasper Grant
- 2019: Vault jako Buddy Woonsocket
- 2023: Camp Pleasant Lake jako zł mężczyzna

### seriale TV
- 1986: Drużyna A
- 1987: MacGyver jako rosyjski żołnierz
- 1987: Matlock jako agent federalny
- 1992: Nieśmiertelny jako Bryan Slade
- 1995: Strażnik Teksasu jako Carlos Darius
- 1996: Nowe przygody Tarzana jako Nicholas Rokoff
- 1996: Nieśmiertelny jako Gavriel Larca
- 1996-97: Okrutne ulice jako Andre 'Frenchie' Desormeaux
- 1997: Nash Bridges jako Carl Dugan
- 1998: Strażnik Teksasu jako Rudy Mendoza
- 1998: Brygada Acapulco jako Raven
- 2000: Nash Bridges jako Czarnobrody
- 2000: Strażnik Teksasu jako Alberto Cardoza
- 2001: Tajne akcje CIA jako pułkownik Grachev
- 2002: JAG: Wojskowe Biuro Śledcze jako rosyjski kapitan
- 2005: Agentka o stu twarzach jako Lucien Nisard
- 2005: JAG: Wojskowe Biuro Śledcze jako pułkownik Fadil Najjar
- 2006: Jednostka jako major
- 2008: Tożsamość szpiega jako Ivan
- 2008: Prawo i porządek: sekcja specjalna jako Andre Bushido
- 2008: Uczciwy przekręt jako Sergei
- 2009: Zabójcze umysły jako tato
- 2008–2009: CSI: Kryminalne zagadki Miami jako Ivan Sarnoff
- 2006–2007, 2010: Zagubieni jako Mikhail Bakunin
- 2010: The Good Guys jako Pedro
- 2013: Nikita jako Krieg
- 2014: Wirus jako Peter Bishop
- 2015–2016: Czarna lista jako Karakurt
- 2017: Colony jako ambasador King